# Yul Vazquez
Yul Vazquez (Havana (Cuba), 18 maart 1965) is een Cubaans/Amerikaans acteur en filmproducent.
Hij is sinds 2002 gehuwd met Linda Larkin.

## Filmografie

### Films
Selectie:
- 2017 Last Flag Flying - als kolonel Wilits
- 2014 Kill the Messenger - als Danilo Blandon
- 2014 The Cobbler - als Max / Marsha
- 2013 Captain Phillips – als kapitein Frank Castellano
- 2010 Little Fockers – als junior
- 2010 The A-Team – als generaal Javier Tuco
- 2008 Che - The Argentine – als Alejandro Ramirez
- 2008 Che - Guerrilla – alejandro Ramirez
- 2007 Anamorph – als Jorge Ruiz
- 2005 War of the Worlds – als Julio
- 2003 Bad Boys II – als rechercheur Mateo Reyes
- 2000 Traffic– als Tigrillo
- 2000 Drowning Mona – als Franse instructeur
- 1999 Runaway Bride – als Gill Chavez
- 1995 Nick of Time – als Gustino

### Televisieseries
Uitgezonderd eenmalige gastrollen.
- 2025 Will Trent - als sheriff Caleb Roussard - 2 afl.
- 2022-2025 Severance - als Petey Kilmer - 5 afl.
- 2024 Hotel Cocaine - als Nestor Cabal - 8 afl.
- 2023 White House Plumbers - als Bernard Barker - 5 afl.
- 2023 Godfather of Harlem - als José Battle - 9 afl.
- 2022 Promised Land - als pastoor Ramos - 8 afl.
- 2020 The Outsider - als Yunis Sablo - 10 afl.
- 2019 I Am the Night - als Billis - 4 afl.
- 2019 Russian Doll - als John Reyes - 4 afl.
- 2018 Narcos: Mexico - als John Gavin - 5 afl.
- 2017-2018 Midnight, Texas - als Emilio Sheehan - 9 afl.
- 2018 - The Looming Tower (miniserie) - als Jason Sanchez - 5 afl.
- 2016 - 2018 Divorce - als Craig Anders - 6 afl.
- 2016 - 2017 Bloodline - als witte T-shirt man - 8 afl.
- 2014 The Lottery - als president Thomas Westwood - 10 afl.
- 2012 - 2013 Treme - als rechercheur Anthony Nikolich - 8 afl.
- 2012 – 2013 Magic City – als Victor Lazaro – 15 afl.
- 2012 – 2013 The Good Wife – als Cristian Romano – 3 afl.
- 2011 – 2012 Louie – als Pedro – 2 afl.
- 2001 Big Apple – als officier Vasquez – 3 afl.
- 1992 – 2001 Law & Order – als Eddie Vasquez – 2 afl.
- 1995 – 1998 Seinfeld – als Bob – 3 afl.
- 1993 The Untouchables – als ?? – 2 afl.

### Filmproducent
- 2019 Genius in a Small Town - korte film
- 2016 The Phenom - film

## TheaterwerkBroadway
- 2011 The Motherfucker with the Hat - als neef Julio